# Vaudémont
Vaudémont ist eine französische Gemeinde mit 70 Einwohnern (Stand 1. Januar 2022) im Département Meurthe-et-Moselle in der Region Grand Est (bis 2015 Lothringen). Der Ort liegt im Kanton Meine au Saintois im Arrondissement Nancy und gehört zum Gemeindeverband Pays du Saintois.

## Geografie
Der Ort liegt in der Landschaft Saintois in der südwestlichen Ecke des Départements Meurthe-et-Moselle, etwa 30 Kilometer südlich von Nancy. Das Dorf mit seinen engen Gassen drängt sich auf der sehr exponierten und weithin sichtbaren südlichen Spitze des Bergrückens Colline de Sion-Vaudémont, die hier mit dem Signal de Vaudémont 541 m über dem Meer erreicht und die sie umgebende Landschaft um über 150 Höhenmeter überragt. Es handelt sich um den höchsten Punkt in Nordfrankreich zwischen Ärmelkanal und Vogesen.

## Bevölkerungsentwicklung
| Jahr      | 1962 | 1968 | 1975 | 1982 | 1990 | 1999 | 2007 | 2019 |
| Einwohner | 77   | 95   | 71   | 67   | 53   | 63   | 81   | 62   |

## Sehenswürdigkeiten
Die Burg von Vaudémont wurde im 11. Jahrhundert für die Grafen von Vaudémont erbaut. Nur ein Stück der Kurtine und der Donjon sind erhalten. Der Donjon wird Tour Brunehaut genannt, „Turm von Brunichild“. Beim Bau des Donjons wurde Baumaterial aus einem Gebäude aus gallo-römischer Zeit (52 v. Chr. bis 486 n. Chr.) verwendet. Im 15. Jahrhundert wurden Reparaturen an den Bauwerken durchgeführt. 1639 wurde die Burg auf Befehl Ludwigs XIII. geschleift. 1840 wurde die Ruine als Monument historique (historisches Denkmal) klassifiziert und 1930 wurde der Donjon restauriert.

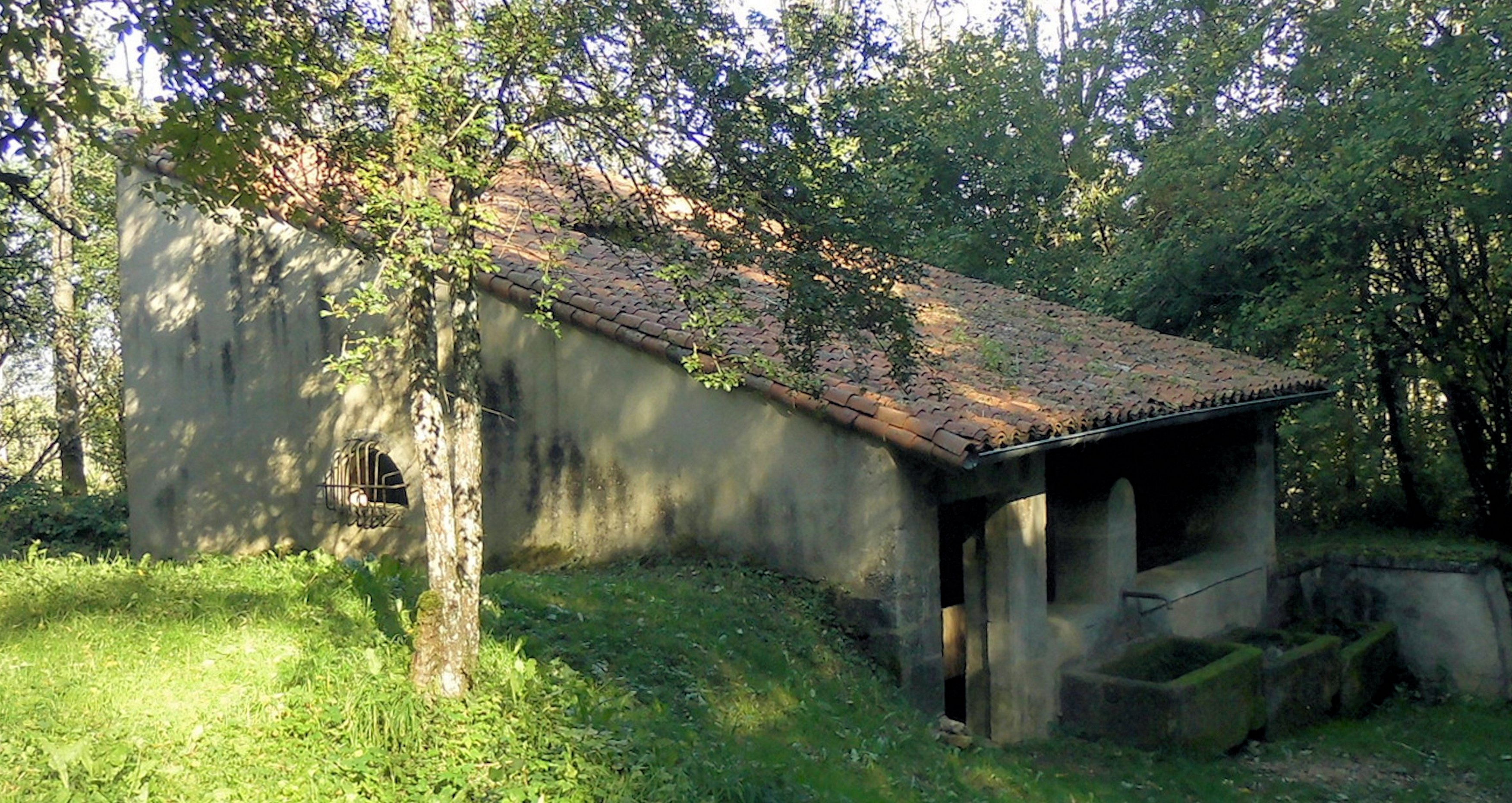
Ehemaliges Waschhaus im Wald
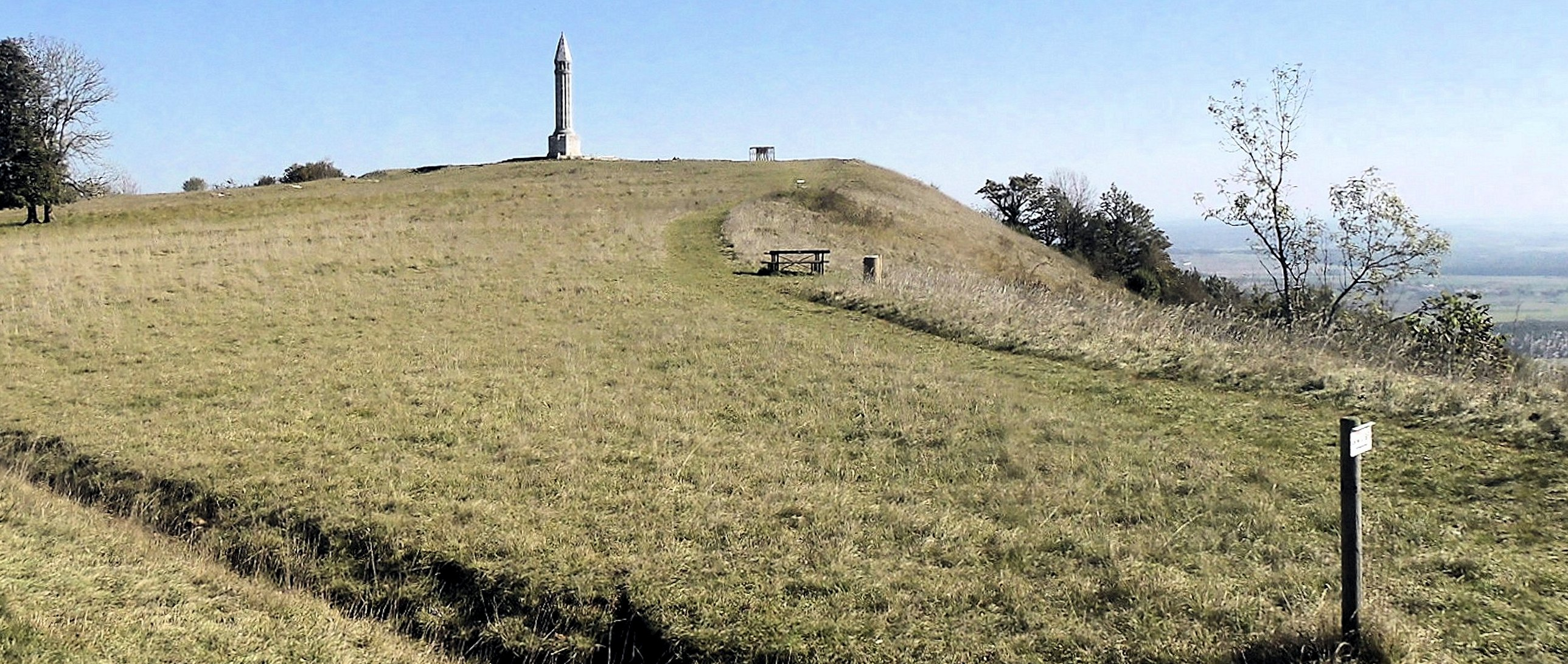
Südspitze der Colline de Sion-Vaudémont mit dem „Monument Barrès“
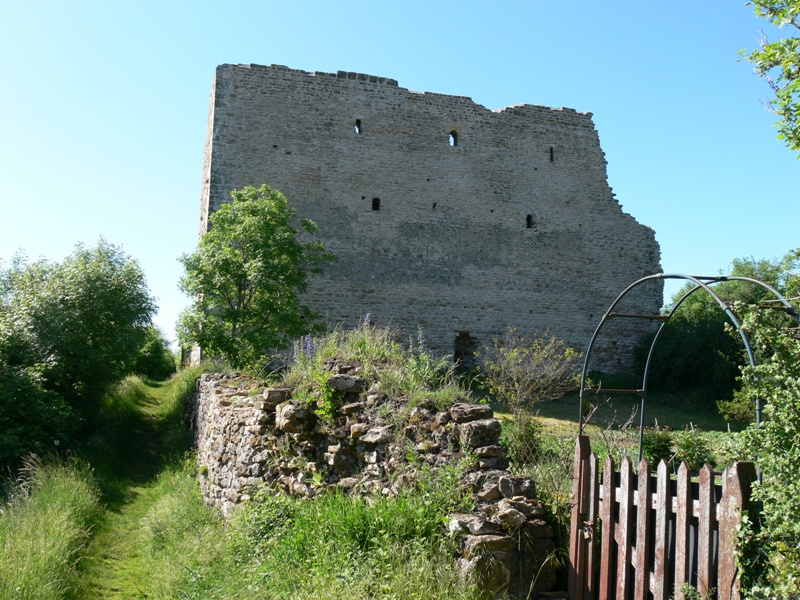
Reste der Burg Vaudémont
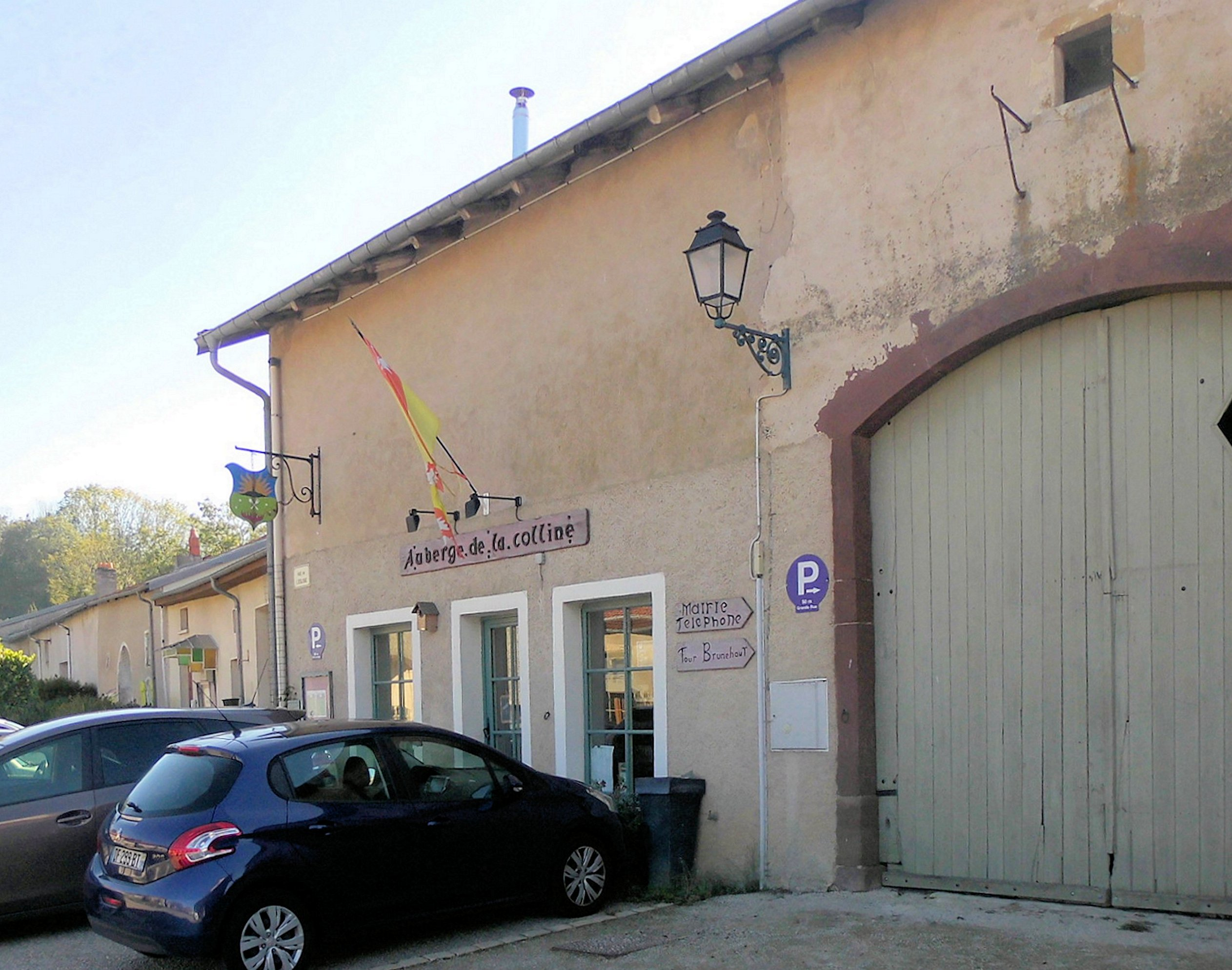
Eine der Pensionen in Vaudémont

## Persönlichkeiten
- Margarete von Lothringen (1463–1521), Herzogin von Alençon, Selige der römisch-katholischen Kirche